# Pieter Besselaar
Pieter Besselaar (Rotterdam, 8 november 1867 - Bunschoten, 14 december 1929) was loodgieter en burgemeester van Sassenheim en Bunschoten. Besselaar was lid van de ARP.
Besselaar huwde in 1894 met Helena Harrewijn en in 1902 met Dirkje Schippers. In 1912 werd hij de opvolger van Schelto van Heemstra als burgemeester van Sassenheim. In die plaats liet hij in 1911 villa 'Linquenda' bouwen in de Hoofdstraat 87. In 1918 kreeg hij als burgemeester van de ‘gereformeerde’ Anti-Revolutionaire Partij‘ en lid van de Gereformeerde Kerk kritiek van de Sassenheimers op zijn distributiebeleid van levensmiddelen. Besselaar was daar zo door geraakt dat hij besloot om zijn burgemeesterschap niet te verlengen. In 1918 werd hij daar opgevolgd door Ferdinand François de Smeth.
In 1923 werd Besselaar de opvolger van burgemeester Pieter Leonard de Gaay Fortman in de gemeente Bunschoten. Hij bleef dat tot zijn dood, waarna hij in Bunschoten werd opgevolgd door Jacob de Vries.
Pieter Besselaar werd begraven op begraafplaats Rusthof in Leusden.